# Horst Gerson
Horst Gerson (Berlin, 1907 – Groningue, 1978) est un historien de l'art germano-néerlandais. Spécialiste de l'art néerlandais, il a été directeur du RKD et a notamment rédigé un catalogue raisonné sur l'œuvre peint de Rembrandt (1968) qui fait référence.

## Biographie
Horst Gerson naît à Berlin le 2 mars 1907,.
Après avoir étudié l'histoire de l'art à Vienne (Autriche) et à Berlin, il s'installe en 1928 à La Haye pour devenir l'élève et assistant de l'historien de l'art reconnu Cornelis Hofstede de Groot, qui meurt en 1930. De retour en Allemagne, les persécutions contre les Juifs s'intensifiant et malgré ses excellents résultats scolaires, il retourne à La Haye en 1932, où il commence à travailler au RKD, l'institut pour l'histoire de l'art des Pays-Bas cofondé par Hofstede de Groot et Frits Lugt. Il devient citoyen néerlandais en 1940, juste avant l'invasion allemande.
Au RKD, il assiste Abraham Bredius pour l'élaboration de son fameux Catalogue raisonné de Rembrandt de 1935 (en). Il acquiert de la rigueur et un grand intérêt pour Rembrandt. En 1942, il publie son premier ouvrage important, Ausbreitung und Nachwirkung der holländischen Malerei des 17. Jahrhunderts (« La diffusion et l'impact de la peinture hollandaise du XVIIe siècle »),. Il publie en 1951 le premier de ses trois essais sur la peinture néerlandaise (Hals ; Rembrandt et Vermeer ; Van Gogh - publiés sur dix ans), puis devient directeur du RKD le 1er janvier 1954,.
En mai 1965, il entreprend un voyage dans le nord de la France pour y visiter de nombreux musées d'art, accompagné de S. Gudlaugsson.
En 1966, il devient professeur d'histoire de l'art à l'université de Groningue et de la même année à 1975, directeur de l'Institut d'histoire de l'art de Groningue.
Ses longues recherches sur Rembrandt culminent avec la publication du Catalogue raisonné de Rembrandt de 1968 (en), qui réduit le nombre de tableaux attribués à Rembrandt de 639 à 419, par rapport au catalogue raisonné de Bredius ; l'année suivante, il publie une révision du catalogue de Bredius, qui réduit encore davantage ce nombre. Le Rembrandt Research Project, sous la direction d'Ernst van de Wetering, s'est basé sur son catalogue raisonné pour établir son Corpus (des 348 tableaux inclus, 295 l'étaient dans celui de Gerson) et dans ses processus d'attribution des tableaux de Rembrandt, tout particulièrement l’Autoportrait portant un bonnet à plumes blanches.
Alors qu'il démissionne de ses fonctions en 1975 pour se consacrer à la révision de son premier ouvrage, Ausbreitung, il meurt subitement à 71 ans le 10 juin 1978, à Groningue,.

## Postérité
Gerson est connu pour son premier ouvrage, Ausbreitung und Nachwirkung der holländischen Malerei des 17. Jahrhunderts (1642) mais aussi et surtout pour son Catalogue raisonné de Rembrandt de 1968 (en), ouvrage de référence sur l'œuvre peint de Rembrandt, ayant servi de modèle au Rembrandt Research Project.
En 2013, le RKD lance le Gerson Digital Project pour publier une nouvelle série numérisée totalement illustrée et annotée en anglais du travail d'enquête séminal de Gerson.